# Satayu Raksrithong
Satayu Raksrithong (thailändisch ศตายุ รักษ์ศรีทอง; * 22. Juli 2003 in Nakhon Si Thammarat) ist ein thailändischer Fußballspieler.

## Karriere
Satayu Raksrithong stand bis Ende Dezember 2023 beim Drittligisten Udon United FC unter Vertrag. Mit dem Verein aus Udon Thani spielte er in der North/Eastern Region der Liga. Nachdem er sechs Ligaspiele in der Hinrunde 2023/24 bestritten hatte, wechselte er im Januar 2024 in die Mannschaft des Pitchaya Bundit College. Mit dem Team spielte er in der vierten Liga, der Thailand Semi-Pro League. Hier trat man in der North/Eastern Region an. Am Ende belegte er mit der Mannschaft den zweiten Tabellenplatz. Der Lampang FC, ein Zweitligist aus Lampang, nahm ihn im Juli 2024 unter Vertrag. Sein Zweitligadebüt gab Raksrithong am 30. August 2024 (4. Spieltag) im Heimspiel gegen den Zweitligaaufsteiger Bangkok FC. Bei dem 3:0-Erfolg wurde er in der 76. Minute für Matee Sarakham eingewechselt.